# Llista de topònims de Masarac i Vilarnadal
Llista de topònims (noms propis de lloc) del municipi de Masarac i Vilarnadal, a l'Alt Empordà
Informació actualitzada per un bot. Els canvis manuals es perdran quan s'actualitzi!

## casa
| imatge | Nom                           | Ubicat a             | instància de | Detalls                     | coordenades                                                  | Protecció                                  | Commons (més fotos)                     | Dades a WD                    |
| ------ | ----------------------------- | -------------------- | ------------ | --------------------------- | ------------------------------------------------------------ | ------------------------------------------ | --------------------------------------- | ----------------------------- |
|        | casa al carrer Font, 1-3      | Masarac i Vilarnadal | casa         | Estil: arquitectura popular | 42° 21′ 04″ N, 2° 58′ 23″ E / 42.3511°N,2.97302°E 69 msnm    | bé integrant del patrimoni cultural català | Casa al carrer Font, 1-3                | Modifica les dades a Wikidata |
|        | casa al carrer de la Font, 17 | Masarac i Vilarnadal | casa         | Estil: arquitectura popular | 42° 20′ 30″ N, 2° 57′ 12″ E / 42.341649°N,2.953229°E 44 msnm | bé integrant del patrimoni cultural català | Casa al carrer de la Font, 17 (Masarac) | Modifica les dades a Wikidata |
|        | casa al carrer de la Font, 8  | Masarac i Vilarnadal | casa         | Estil: arquitectura popular | 42° 20′ 28″ N, 2° 57′ 13″ E / 42.341001°N,2.953672°E 45 msnm | bé integrant del patrimoni cultural català | Casa al carrer de la Font, 8 (Masarac)  | Modifica les dades a Wikidata |

## curs d'aigua
| imatge | Nom                 | Ubicat a                                                        | instància de | Detalls                         | coordenades                                               | Protecció | Commons (més fotos) | Dades a WD                    |
| ------ | ------------------- | --------------------------------------------------------------- | ------------ | ------------------------------- | --------------------------------------------------------- | --------- | ------------------- | ----------------------------- |
|        | Anyet               | la Jonquera Sant Climent Sescebes Masarac i Vilarnadal Peralada | curs d'aigua | Desemboca: Orlina               | 42° 21′ 27″ N, 2° 58′ 37″ E / 42.35752778°N,2.97682222°E  |           | Riera d'Anyet       | Modifica les dades a Wikidata |
|        | Llobregat d'Empordà | Alt Empordà                                                     | curs d'aigua | Desemboca: Muga Conca: 853.8km² | 42° 19′ 51″ N, 2° 57′ 21″ E / 42.3307°N,2.95577°E 28 msnm |           | Llobregat d'Empordà | Modifica les dades a Wikidata |

## entitat singular de població
| imatge | Nom        | Ubicat a             | instància de                                                                   | Detalls | coordenades                                                      | Protecció | Commons (més fotos)  | Dades a WD                    |
| ------ | ---------- | -------------------- | ------------------------------------------------------------------------------ | ------- | ---------------------------------------------------------------- | --------- | -------------------- | ----------------------------- |
|        | Masarac    | Masarac i Vilarnadal | entitat singular de població ens local històric de Catalunya capital municipal | 164 hab | 42° 21′ 03″ N, 2° 58′ 22″ E / 42.350839°N,2.972745°E 65 msnm     |           |                      | Modifica les dades a Wikidata |
|        | Vilarnadal | Masarac i Vilarnadal | entitat singular de població ens local històric de Catalunya                   | 125 hab | 42° 20′ 30″ N, 2° 57′ 10″ E / 42.34178889°N,2.95291111°E 42 msnm |           | Vilarnadal           | Modifica les dades a Wikidata |
|        | el Priorat | Masarac i Vilarnadal | entitat singular de població                                                   | 7 hab   | 42° 21′ 05″ N, 2° 58′ 49″ E / 42.3514°N,2.98033°E 57 msnm        |           | El Priorat (Masarac) | Modifica les dades a Wikidata |

## església
| imatge | Nom                     | Ubicat a                        | instància de      | Detalls                     | coordenades                                               | Protecció                                  | Commons (més fotos)             | Dades a WD                    |
| ------ | ----------------------- | ------------------------------- | ----------------- | --------------------------- | --------------------------------------------------------- | ------------------------------------------ | ------------------------------- | ----------------------------- |
|        | Sant Martí              | Masarac i Vilarnadal            | església          |                             | 42° 21′ 05″ N, 2° 58′ 22″ E / 42.3514°N,2.97285°E         | bé integrant del patrimoni cultural català | Sant Martí de Masarac           | Modifica les dades a Wikidata |
|        | Sant Pere de Vilarnadal | Masarac i Vilarnadal Vilarnadal | església          | Estil: arquitectura popular | 42° 20′ 28″ N, 2° 57′ 11″ E / 42.3412°N,2.95309°E 45 msnm | bé integrant del patrimoni cultural català | Sant Pere de Vilarnadal         | Modifica les dades a Wikidata |
|        | Santa Maria de l'Om     | Masarac i Vilarnadal            | església monestir |                             | 42° 21′ 06″ N, 2° 58′ 51″ E / 42.351658°N,2.980925°E      | bé integrant del patrimoni cultural català | Monestir de Santa Maria de l'Om | Modifica les dades a Wikidata |

## masia
| imatge | Nom                                                | Ubicat a                        | instància de | Detalls                     | coordenades                                                         | Protecció                                  | Commons (més fotos)                                | Dades a WD                    |
| ------ | -------------------------------------------------- | ------------------------------- | ------------ | --------------------------- | ------------------------------------------------------------------- | ------------------------------------------ | -------------------------------------------------- | ----------------------------- |
|        | Can Fabregat                                       | Masarac i Vilarnadal            | masia        |                             | 42° 20′ 29″ N, 2° 57′ 33″ E / 42.341378286229°N,2.95925874080544°E  |                                            |                                                    | Modifica les dades a Wikidata |
|        | Can Gaspar                                         | Masarac i Vilarnadal            | masia        |                             | 42° 20′ 54″ N, 2° 56′ 16″ E / 42.3482132558575°N,2.93770380110834°E |                                            |                                                    | Modifica les dades a Wikidata |
|        | Can Pol                                            | Masarac i Vilarnadal Vilarnadal | masia        |                             | 42° 20′ 27″ N, 2° 57′ 15″ E / 42.3409530926659°N,2.95420888141812°E |                                            |                                                    | Modifica les dades a Wikidata |
|        | Can Vajol                                          | Masarac i Vilarnadal Vilarnadal | masia        |                             | 42° 20′ 47″ N, 2° 56′ 13″ E / 42.3462765363252°N,2.93696512640418°E |                                            |                                                    | Modifica les dades a Wikidata |
|        | Mas Cantenys                                       | Masarac i Vilarnadal            | masia        |                             | 42° 19′ 58″ N, 2° 56′ 50″ E / 42.3328174872512°N,2.94708967160083°E |                                            |                                                    | Modifica les dades a Wikidata |
|        | Mas Fita                                           | Masarac i Vilarnadal            | masia        |                             | 42° 19′ 51″ N, 2° 58′ 11″ E / 42.330728442025°N,2.9697374626328°E   |                                            |                                                    | Modifica les dades a Wikidata |
|        | Mas Genís                                          | Masarac i Vilarnadal            | masia        | Estil: arquitectura popular | 42° 20′ 33″ N, 2° 58′ 54″ E / 42.3425°N,2.98176°E                   | bé integrant del patrimoni cultural català |                                                    | Modifica les dades a Wikidata |
|        | Mas Oliva                                          | Masarac i Vilarnadal Vilarnadal | masia        | Estil: arquitectura popular | 42° 20′ 32″ N, 2° 57′ 01″ E / 42.3421°N,2.95035°E 44 msnm           | bé integrant del patrimoni cultural català | Mas Oliva (Masarac)                                | Modifica les dades a Wikidata |
|        | Mas Oriol                                          | Masarac i Vilarnadal            | masia        |                             | 42° 20′ 12″ N, 2° 58′ 39″ E / 42.3367631618347°N,2.97745798970714°E |                                            |                                                    | Modifica les dades a Wikidata |
|        | Mas Sala                                           | Masarac i Vilarnadal            | masia        | Estil: arquitectura popular | 42° 20′ 33″ N, 2° 58′ 54″ E / 42.3425°N,2.98176°E                   | bé integrant del patrimoni cultural català |                                                    | Modifica les dades a Wikidata |
|        | Mas Sant Josep                                     | Masarac i Vilarnadal            | masia        |                             | 42° 20′ 37″ N, 2° 58′ 18″ E / 42.3436155757041°N,2.9717981820782°E  |                                            |                                                    | Modifica les dades a Wikidata |
|        | Mas al costat de l'església de Santa Maria de l'Om | Masarac i Vilarnadal            | masia        | Estil: arquitectura popular | 42° 21′ 05″ N, 2° 58′ 50″ E / 42.3513°N,2.98054°E 57 msnm           | bé integrant del patrimoni cultural català | Mas al costat de l'església de Santa Maria de l'Om | Modifica les dades a Wikidata |
|        | la Llonganya                                       | Masarac i Vilarnadal            | masia        |                             | 42° 20′ 23″ N, 2° 56′ 43″ E / 42.3396882780135°N,2.94519014951752°E |                                            |                                                    | Modifica les dades a Wikidata |

## muntanya
| imatge | Nom                  | Ubicat a             | instància de | Detalls | coordenades                                                       | Protecció | Commons (més fotos) | Dades a WD                    |
| ------ | -------------------- | -------------------- | ------------ | ------- | ----------------------------------------------------------------- | --------- | ------------------- | ----------------------------- |
|        | Puig Polliversà      | Masarac i Vilarnadal | muntanya     |         | 42° 20′ 28″ N, 2° 56′ 19″ E / 42.3412°N,2.93865°E 89.7 msnm       |           |                     | Modifica les dades a Wikidata |
|        | Puig Rodó            | Masarac i Vilarnadal | muntanya     |         | 42° 20′ 20″ N, 2° 56′ 08″ E / 42.338825°N,2.93556139°E 64.5 msnm  |           |                     | Modifica les dades a Wikidata |
|        | Puig de Cans         | Masarac i Vilarnadal | muntanya     |         | 42° 20′ 57″ N, 2° 56′ 10″ E / 42.3491°N,2.93613°E 108.1 msnm      |           |                     | Modifica les dades a Wikidata |
|        | Serrat de Sant Martí | Masarac i Vilarnadal | muntanya     |         | 42° 21′ 11″ N, 2° 58′ 17″ E / 42.35294722°N,2.971425°E 107.9 msnm |           |                     | Modifica les dades a Wikidata |
|        | Turó d'Altrera       | Masarac i Vilarnadal | muntanya     |         | 42° 21′ 01″ N, 2° 57′ 57″ E / 42.3504°N,2.96584°E 162 msnm        |           |                     | Modifica les dades a Wikidata |

## serra
| imatge | Nom             | Ubicat a                      | instància de | Detalls | coordenades                                                         | Protecció | Commons (més fotos) | Dades a WD                    |
| ------ | --------------- | ----------------------------- | ------------ | ------- | ------------------------------------------------------------------- | --------- | ------------------- | ----------------------------- |
|        | Montpedrós      | Masarac i Vilarnadal Peralada | serra        |         | 42° 20′ 22″ N, 2° 58′ 43″ E / 42.33934722°N,2.97868333°E 103.8 msnm |           |                     | Modifica les dades a Wikidata |
|        | serra d'Altrera | Masarac i Vilarnadal          | serra        |         | 42° 20′ 47″ N, 2° 57′ 37″ E / 42.3464°N,2.96031°E 162 msnm          |           |                     | Modifica les dades a Wikidata |

## Misc
| imatge | Nom                          | Ubicat a             | instància de      | Detalls                                         | coordenades                                                                                    | Protecció                                            | Commons (més fotos)    | Dades a WD                    |
| ------ | ---------------------------- | -------------------- | ----------------- | ----------------------------------------------- | ---------------------------------------------------------------------------------------------- | ---------------------------------------------------- | ---------------------- | ----------------------------- |
|        | Altrera                      | Masarac i Vilarnadal | vèrtex geodèsic   | Alt: 1.2m                                       | 42° 21′ 02″ N, 2° 57′ 57″ E / 42.350447°N,2.965854°E 162.567 msnm                              |                                                      |                        | Modifica les dades a Wikidata |
|        | Búnquers de Masarac          | Masarac i Vilarnadal | búnquer           | Estil: arquitectura popular                     | 42° 21′ 05″ N, 2° 58′ 38″ E / 42.3514°N,2.97731°E 47 msnm                                      | bé integrant del patrimoni cultural català           | Búnquers de Masarac    | Modifica les dades a Wikidata |
|        | Castell de Vilarnadal        | Vilarnadal           | castell           | Estil: arquitectura gòtica arquitectura popular | 42° 20′ 27″ N, 2° 57′ 15″ E / 42.3408°N,2.95403°E ca:Ctra. de Masarac a Pont de Molins 54 msnm | bé d'interès cultural bé cultural d'interès nacional | Castell de Vilarnadal  | Modifica les dades a Wikidata |
|        | Estany de Can Gaspar         | Masarac i Vilarnadal | zona humida       |                                                 | 42° 20′ 54″ N, 2° 56′ 20″ E / 42.3482°N,2.93886°E                                              |                                                      |                        | Modifica les dades a Wikidata |
|        | Molí d'en Ferreró            | Masarac i Vilarnadal | molí d'aigua      |                                                 | 42° 21′ 09″ N, 2° 56′ 21″ E / 42.3526090716196°N,2.93925363466154°E                            |                                                      |                        | Modifica les dades a Wikidata |
|        | Passallís del Llobregat      | Masarac i Vilarnadal | pont              | Travessa: Llobregat d'Empordà                   | 42° 19′ 56″ N, 2° 56′ 40″ E / 42.33211375684°N,2.94444416767803°E                              |                                                      |                        | Modifica les dades a Wikidata |
|        | Pou del carrer de Mont       | Masarac i Vilarnadal | pou               | Estil: arquitectura popular                     | 42° 21′ 05″ N, 2° 58′ 16″ E / 42.351363°N,2.971082°E                                           | bé integrant del patrimoni cultural català           | Pou del carrer de Mont | Modifica les dades a Wikidata |
|        | barraca del Moliner          | Masarac i Vilarnadal | cabana            |                                                 | 42° 20′ 11″ N, 2° 58′ 11″ E / 42.3362660786763°N,2.96985925113131°E                            |                                                      |                        | Modifica les dades a Wikidata |
|        | carrer del Mont              | Masarac i Vilarnadal | carrer            | Estil: arquitectura popular                     | 42° 21′ 04″ N, 2° 58′ 19″ E / 42.351°N,2.97182°E ca:Carrer del Mont                            | bé integrant del patrimoni cultural català           | Carrer del Mont        | Modifica les dades a Wikidata |
|        | casa consistorial de Masarac | Masarac i Vilarnadal | casa consistorial |                                                 | 42° 21′ 03″ N, 2° 58′ 22″ E / 42.3508192°N,2.9727179°E                                         |                                                      |                        | Modifica les dades a Wikidata |
|        | la Termenera                 | Masarac i Vilarnadal | creu monumental   |                                                 | 42° 21′ 19″ N, 2° 59′ 29″ E / 42.3552726307947°N,2.99131811193095°E                            |                                                      |                        | Modifica les dades a Wikidata |